# Tongdemun-ku
Tongdemun-ku (hangul: 동대문구, handzsa:  東大門區, RR: Dongdaemun-gu) Szöul 25 kerületének egyike.

## Tongok(Dongok)
- Csangan 1-tong (Jangan 1-dong)
- Csangan 2-tong (Jangan 2-dong)
- Csegi-tong (Jegi-dong)
- Cshongnjangni-tong (Cheongnyangni-dong)
- Csonnong 1-tong (Jeonnong 1-dong)
- Csonnong 2-tong (Jeonnong 2-dong)
- Högi-tong (Hoegi-dong)
- Hügjong 1-tong (Hwigyeong 1-dong)
- Hügjong 2-tong (Hwigyeong 2-dong)
- Imun 1-tong (Imun 1-dong)
- Imun 2-tong (Imun 2-dong)
- Jongsin-tong (Yongsin-dong)
- Tapsimni 1-tong (Dapsimni 1-dong)
- Tapsimni 2-tong (Dapsimni 2-dong)